# 弗兰肯布利克
弗兰肯布利克（德語：Frankenblick，發音：[ˈfʁaŋkn̩ˌblɪk]）是德国图林根州松讷贝格县的市镇，面积60.65平方千米，2023年12月31日人口为5,550人。